# ناثان تجوي
ناثان تجوي (مواليد 22 ديسمبر 2001) هو لاعب كرة قدم هولندي يلعب في مركز الظهير الأيسر في نادي إكسلسيور.

## وصلات خارجية
- ناثان تجوي على موقع قاعدة بيانات كرة القدم.إي يو (الإنجليزية)
- ناثان تجوي على موقع ليكيب (الفرنسية)
- ناثان تجوي على موقع ناشيونال فوتبول تيمز (الإنجليزية)
- ناثان تجوي على موقع Soccerbase.com (لاعب) (الإنجليزية)
- ناثان تجوي على موقع Soccerway.com (الإنجليزية)
- ناثان تجوي على موقع عالم كرة القدم.نت (الإنجليزية)